# Westenergy
Westenergy Oy Ab är en modern avfallsförbränningsanläggning i Korsholm nära Vasa. Anläggningen utnyttjar källsorterat, brännbart avfall som inte lämpar sig för återvinning. 